# Румынская народная партия (Молдова)
Румынская народная па́ртия (рум. Partidul Popular Românesc) — право-либеральная политическая партия в Республике Молдова, основанная 15 декабря 2013 года. До 27 августа 2019 года партия носила название Либерал-реформаторская партия.

## История

### Либерал-реформаторская партия

#### Совет по реформированию Либеральной партии
12 апреля 2013 года 7 депутатов от Либеральной партии, два министра, пять заместителей министров и почти половина председателей территориальных организаций ЛП подписали Заявление, в котором потребовали, чтобы формирование вернулось за стол переговоров для определения нового премьера. Цель этого призыва состояла в том, чтобы не допустить перехода ЛП в оппозицию и избежать досрочных парламентских выборов. Активисты, подписавшие заявление, сообщили, что объединились в Совет по реформированию Либеральной партии и потребовали созвать внеочередной съезд партии для избрания первого вице-председателя Дорина Киртоакэ лидером этого формирования вместо Михая Гимпу.
13 апреля 2013 года Республиканский совет ЛП исключил из партии пять депутатов и лишил политической поддержки министра обороны Виталий Маринуца и министра окружающей среды Георгий Шалару.
30 мая 2013 года лидер ЛДПМ Влад Филат, лидер ДПМ Мариан Лупу и председатель парламентской фракции ЛП Ион Хадыркэ, который возглавлял Совет по реформированию ЛП, подписали соглашение о создании «Коалиции проевропейского правления». В этот же день голосами 58 депутатов ЛДПМ, ДПМ, либералов-«реформаторов» и некоторых независимых депутатов, было утверждено правительство под руководством Юрия Лянкэ, в состав которого вошли 4 из 18 министров от либералов-реформаторов: Татьяна Потынг — вице-премьер-министр по социальным вопросам, Виталий Маринуца — министр обороны, Октавиан Бодиштяну — министр молодежи и спорта и Георгий Шалару — министр охраны окружающей среды.
30 мая 2013 года либерал-реформатор Олег Бодруг был избран вице-председателем парламента Молдовы, член группы либералов-реформаторов Ана Гуцу была назначена председателем парламентской комиссии по внешней политике.

#### Создание Либерал-реформаторской партии
21 июля 2013 года в с. Костешть Яловенского района Общее собрание Совета по реформированию Либеральной партии. В нем приняли участие члены Совета, лидеры более 20 территориальных организаций ЛП, примары и районные советники от ЛП, представители других органов местной власти, то есть в общей сложности 250 партийцев из 30 территориальных филиалов Либеральной партии. В ходе заседания единогласно постановили основать на правом фланге политического поля новое политическое формирование, опирающееся на либеральную доктрину и разделяющее проевропейские и прорумынские ценности, что представлялось оптимальным решением для сложившейся ситуации.
Затем, в соответствии с решениями общего собрания Совета, 1 августа 2013 года состоялось первое заседание Совета по учреждению Либерал-реформаторской партии Молдовы. Кроме обсуждения организационных вопросов, связанных с началом сбора подписей будущих членов партии для ее регистрации в Министерстве юстиции, его участники приняли решение по названию новой политической партии — Либерал-реформаторская партия.
14 сентября 2013 года либерал-реформаторы представили политическую платформу и символику Либерал-реформаторской партии. Вице-председатель парламента, депутат Олег Бодруг заявил, что 130 участников заседания совета по созданию ЛРП представили около 15 тысяч заявлений о вступлению в партию из всех районов Республики Молдова, собранные в период 21 июля—14 сентября 2013 года. В качестве символики ЛРП был выбран орёл в минималистском стиле, направленный в сторону Европы, с 12 звёздами на крыльях. Цветами партии были выбраны цвета международного либерализма — синий, жёлтый и белый.

#### Учредительный съезд Либерал-реформаторской партии 15 декабря 2013 года
В ходе съезда было принято решение учредить Либерал-реформаторскую партию (ЛРП), были избраны ее руководящие органы, утверждены Устав, Программа и символика формирования. Председателем партии в результате тайного голосования избрали Иона Хадыркэ. Его поддержали 969 участников голосования, а его соперник — министр обороны Виталий Маринуца набрал 305 голосов делегатов. Сопредседателями ЛРП избрали депутатов Анну Гуцу и Олега Бодруга, вице-председателями — Бориса Герасима, Татьяну Потынг, Виталия Маринуцу, Штефана Китороагэ, Дорина Дущака, Георгия Шалару и Василия Граму, тогда как Роман Клима стал генеральным секретарем партии. Съезд утвердил устав, программу и символику ЛРП. Гимном партии стала песня «Свобода» (рум. «O Libertate»), текст которой написал Ион Хадыркэ.
В работе съезда приняли участие 1689 делегатов и более 100 почетных гостей — представители гражданского общества и медийных учреждений, творческие люди, ученые, дипломаты, зарубежные гости.
31 декабря 2013 года Либерал-реформаторская партия была официально зарегистрирована Министерством юстиции Молдовы.

#### Соглашение о сплочении проевропейских сил на местном уровне
12 марта 2014 года Либерал-демократическая партия Молдовы, Демократическая партия Молдовы и Либерал-реформаторская партия подписали Соглашение о сплочении проевропейских сил на местном уровне. Эти три формирования обязались пересмотреть положение районных и муниципальных коалиций с тем, чтобы обеспечить эффективное местное управление, основывающееся на взаимодействии партий, которые входят в Проевропейскую правящую коалицию. В соответствии с подписанным соглашением, ЛДПМ, ДПМ и ЛРП обязались проявить солидарность при продвижении общенациональной цели по интеграции в ЕС, предотвратить любую инициативу, направленную на ее подрыв, и внедрять на местном уровне цели Программы управления Проевропейской коалиции.

## Результаты на выборах
На парламентских выборах 2014 года Либерал-реформаторская партия набрала 1,54 % голосов избирателей и не смогла преодолеть избирательный барьер в 6%.
На всеобщих выборах 2015 года Либерал-реформаторская партия участвовала в составе Избирательного блока «Европейская народная платформа Молдовы — Юрие Лянкэ».
- Муниципальные и районные советы — 7,61 % голосов и 67 мандатов.
- Городские и сельские советы — 5,90 % голосов и 512 мандатов.
- 127 кандидата блока были избраны примарами (3,01 %).